# Augusto Dias da Silva
Augusto Dias da Silva (Lisboa, 6 de novembro de 1887 — Lisboa, 7 de abril de 1928) foi um industrial, político e publicista, ligado ao Partido Socialista Português, que, entre outras funções, foi Ministro das Finanças interino e Ministro do Trabalho do 19.º governo republicano (1919), continuando como Ministro do Trabalho do 20.º governo republicano (1919), deputado ao Congresso da República e vereador da Câmara Municipal de Loures (1919 a 1926). Foi o primeiro socialista a integrar um governo em Portugal. Enquanto Ministro do Trabalho notabilizou-se por ser autor dos decretos que limitaram a 8 horas o trabalho diário, pela criação dos primeiros seguros sociais obrigatórios e pelo fomento da construção de bairros sociais. Foi várias vezes vogal da Junta Diretiva do Partido Socialista Português e diretor do periódico socialista O Combate.

## Biografia
Augusto Dias da Silva nasceu em Lisboa, filho do industrial Manuel Dias da Silva, proprietário da Fábrica Nacional de Ferragens. Assumiu o negócio de família após a morte do pai, juntamente com o sócio Henrique de Sommer. Para além desta atividade, Augusto Dias da Silva era também proprietário em Santo Antão do Tojal, e por isso estava familiarizado com os problemas agrícolas da várzea de Loures, a qual, gradualmente, durante o século XIX, se tinha transformado numa zona alagadiça.
Aos 19 de idade, em 1905, filiou-se no Partido Socialista Português, iniciando um percurso político marcado pela defesa das condições de vida dos mais desfavorecidos, especialmente dos operários, e pela luta pela implantação de políticas de caráter social, em consonância com a sua opção política. Estes ideais eram expressos em textos que ia publicando na imprensa, tendo sido colaborador do jornal O Socialista e desempenhado o cargo de diretor do diário da manhã O Combate.
A formação do 19.º governo republicano, presidido por José Relvas, em funções de 27 de janeiro de 1919 a 30 de março de 1919, implicou a necessidade considerar os deputados socialistas na formação da coligação de suporte ao governo. Augusto Dias da Silva foi então convidado para assumir a pasta de Ministro do Trabalho, acumulando, de forma efémera, como interino na pasta das Ministro das Finanças. Esta foi a oportunidade de iniciar um rápido processo de reformas no campo sócio-laboral que se prolongaram para o mandato do 20.º governo republicano, presidido por Domingos Pereira, em funções de 30 de março a 29 de junho de 1919, no qual continuou a assegurar a pasta de Ministro do Trabalho. Foi o primeiro socialista a integrar um governo em Portugal, a convite de José Relvas, num governo que tentava opor-se às fortes correntes sidonistas e pró-ordeiras que iam ganhando força na sociedade portuguesa.
Enquanto Ministro do Trabalho, em entrevista publicada no jornal O Século, de 28 de fevereiro de 1919, afirmou ser necessário ultrapassar as condições sociais miseráveis da classe trabalhadora, e para isso imperiosa a publicação de leis que garantissem a existência de seguros de trabalho e a assistência na doença, de mecanismos de reforma para os idosos e regulamentação do horário de trabalho, além da criação de habitação social. Estas propostas foram feitas difícil contexto do período que se seguiu à Grande Guerra, a que acrescia o impacto da pandemia da gripe pneumónica de 1918 que causara uma muita elevada mortalidade, afetando sobretudo as populações mais pobres, mal nutridas e a viver em bairros insalubres, fatores decisivos para a propagação da enfermidade.
Apesar dessas dificuldades, no curto período de cerca de 5 meses, de finais de janeiro a finais de junho de 1919, em que foi Ministro do Trabalho, e apesar da crónica instabilidade governativa que se vivia na Primeira República Portuguesa e das pesadas consequências sociais que marcaram o fim da Grande Guerra, notabilizou-se por passar da retórica à prática ao ser autor dos decretos que limitaram a 8 horas o trabalho diário, a célebre Lei das Oito Horas, e pela criação dos primeiros seguros sociais obrigatórios, a primeira forma de previdência social e assistência na doença para os operários, També deu um grande impulso ao fomento da construção de bairros sociais, já que a generalidade do operariado urbano vivia em condições de grande insalubridade.
Proprietário de terras em Santo Antão do Tojal, foi vereador da Câmara Municipal de Loures, eleito para o cargo a 25 de maio de 1919. Nestas funções, uma das suas intervenções mais notáveis foi o projeto de aproveitamento da várzea de Loures, datado de 1920, visando o ressurgimento agrícola daquele território. O principal desafio consistia em transformar uma lezíria praticamente improdutiva numa várzea agricolamente pujante, fornecedora dos mercados lisboetas.
A concretização deste plano integrado implicava promover o escoamento das águas que encharcavam o solo durante as chuvas de inverno, a rega dos campos durante a época estival e promover o desassoreamento do rio Trancão e seus principais afluentes, não só para garantir o escoamento das águas pluviais, mas também para assegurar a navegabilidade, como aliás já acontecera em tempos não muito recuados. Para além desse desassoreamento, pretendia abrir canais que ligassem a foz do rio Trancão à Abelheira, a Loures e à Calçada de Carriche, permitindo que a produção agrícola fosse escoada por barcos até Lisboa. Para acautelar a rega dos novos campos, enxutos e produtivos, pensou construir um reservatório ou albufeira junto ao Freixial, como meio de armazenar as águas da bacia do Trancão.
Para além do desenvolvimento económico geral da região que representava, empenhou-se na resolução dos problemas sociais das populações, propondo a criação de uma escola moderna, de um hospital e de uma rede telefónica de comunicação entre todas as freguesias do concelho e Lisboa. Também pretendia adquiri automotoras a ser utilizadas num caminho de ferro planeado para ligar Lisboa à Ericeira, atravessando o concelho de Loures. Para isso pretendia recorrer às reparações de guerra que eram devidas a Portugal no contexto do Tratado de Versalhes. Uma boa parte dos investimentos seriam feitos com recurso a equipamentos entregues pela Alemanha como reparação de guerra, mas o processo acabaria por gorar-se, apesar de ter ido, a partir de 1923, várias vezes a Paris tentar obter esses bens.
Na vertente partidária, foi várias vezes vogal da Junta Diretiva do Partido Socialista Português e diretor do periódico socialista O Combate.
Faleceu prematuramente aos 40 anos de idade. Augusto Dias da Silva é lembrado na toponímia do concelho de Loures e o seu busto está patente no Largo da Liberdade, em Santo Antão do Tojal.